# Herwig Barthes
Herwig Barthes (* 4. September 1971) ist ein deutscher Jazzmusiker. Er spielt Trompete und Flügelhorn.
Nachdem Barthes 1993 Preisträger beim Wettbewerb Jugend jazzt geworden war, studierte er bis 1997 Jazztrompete an der Musikhochschule Köln, danach bis 2000 Kulturmanagement an der Verwaltungs- und Wirtschaftsakademie Köln. Seit März 2015 absolviert er ein berufsbegleitendes BWL-Studium an der FOM Hochschule in Bonn.
Zwischen 1991 und 1997 war er Mitglied der LandesjugendJazzorchesters Niedersachsen und Nordrhein-Westfalen. Weiterhin spielte er in den Bigbands der Musikhochschule Köln und der Universität Bonn und nahm an Tourneen durch Italien, Westafrika und China teil.
Mit dem Keyboarder Nils Tegen, dem Bassisten Markus Schieferdecker und dem Schlagzeuger Stephan Drechsler bildet er die Gruppe Jazzy * Funky * Cool, die auf die Soul- und Funk-Tradition der 1960er und 1970er Jahre zurückgreift. 2001 kam er zur Gruppe Take Nat von Manfred Billmann, Stefan Werni und Manfred Portugall, die sich seitdem Take Nat plus One nennt. Die Band, die sich der Musik des Nat King Cole Trios widmet, nahm 2002 das Album A Beautiful Friendship auf.